# (1311) Knopfia
(1311) Knopfia – planetoida z pasa głównego asteroid okrążająca Słońce w ciągu 3 lat i 286 dni w średniej odległości 2,43 au. Została odkryta 24 marca 1933 roku w Landessternwarte Heidelberg-Königstuhl w Heidelbergu przez Karla Reinmutha. Nazwa planetoidy pochodzi od Ottona Knopfa (1856–1945), niemieckiego astronoma, który pracował w Jenie. Przed nadaniem nazwy planetoida nosiła oznaczenie tymczasowe (1311) 1933 FF1.